# Godoy Cruz megye
Godoy Cruz egy megye Argentína nyugati részén, Mendoza tartományban. Székhelye Godoy Cruz.

## Népesség
A megye népessége a közelmúltban a következőképpen változott:
| Év   | Lakosság |
| ---- | -------- |
| 2001 | 182 070  |
| 2010 | 191 903  |